# 34-XX
Classificazione delle ricerche matematiche: sezioni di livello 1

00-XX 01 03 05 06 08 | 11 12 13 14 15 16 17 18 19 20 22 | 26 28 30 31 32 33 34 35 37 39 40 41 42 43 44 45 46 47 49 | 
 51 52 53 54 55 57 58 | 60 62 65 68 | 70 74 76 78 | 80 81 82 83 85 86 | 90 91 92 93 94 97-XX
34-XX è la sigla della sezione primaria dello schema di classificazione
MSC dedicata alle equazioni differenziali ordinarie.
La pagina attuale presenta la struttura ad albero delle sue sottosezioni secondarie e terziarie.

## 34-XX
equazioni differenziali ordinarie
- 34-00 opere di riferimento generale (manuali, dizionari, bibliografie ecc.)
- 34-01 esposizione didattica (libri di testo, articoli tutoriali ecc.)
- 34-02 presentazione di ricerche (monografie, articoli di rassegna)
- 34-03 opere storiche {!va assegnato almeno un altro numero di classificazione della sezione 01-XX}
- 34-04 calcolo automatico esplicito e programmi (non teoria della computazione o della programmazione)
- 34-06 atti, conferenze, collezioni ecc.

## 34Axx
teoria generale
- 34A05 soluzioni esplicite e riduzioni
- 34A07 equazioni differenziali sfumate
- 34A08 equazioni differenziali frazionali
- 34A09 equazioni implicite, equazioni differenziale-algebriche [vedi anche 65L80]
- 34A12 problemi ai valori iniziali, esistenza, unicità, dipendenza continua e continuazione delle soluzioni
- 34A25 teoria analitica: serie, trasformazioni, trasformate, calcolo operazionale ecc. [vedi anche 44-XX]
- 34A26 metodi geometrici nelle equazioni differenziali
- 34A30 equazioni lineari e sistemi lineari
- 34A33 equazioni differenziali di reticolo?
- 34A34 equazioni non lineari e sistemi non lineari, generalità
- 34A35 equazioni differenziali di ordine infinito
- 34A36 equazioni discontinue
- 34A37 equazioni differenziali con impulsi
- 34A38 sistemi ibridi
- 34A40 disuguaglianze differenziali [vedi anche 26D20]
- 34A45 approssimazione teorica delle soluzioni {per l'analisi numerica, vedi 65Lxx}
- 34A55 problemi inversi
- 34A60 inclusioni differenziali [vedi anche 49J24, 49K24]
- 34A99 argomenti diversi dai precedenti, ma in questa sezione

## 34Bxx
problemi ai valori al contorno
{per gli operatori differenziali ordinari, vedi 34Lxx}
- 34B05 problemi lineari ai valori al contorno
- 34B10 problemi multipunto ai valori al contorno
- 34B15 problemi non lineari ai valori al contorno
- 34B16 problemi al contorno singolari nonlineari
- 34B18 soluzioni positive di problemi al contorno nonlineari
- 34B20 teoria di Weyl e sue generalizzazioni
- 34B24 teoria di Sturm-Liouville [vedi anche 34Lxx]
- 34B27 funzioni di Green
- 34B30 equazioni speciali (di Mathieu, di Hill, di Bessel ecc.)
- 34B37 problemi al contorno con impulsi
- 34B40 valori al contorno su intervalli infiniti
- 34B45 problemi al contorno su grafi e reti
- 34B60 applicazioni
- 34B99 argomenti diversi dai precedenti, ma in questa sezione

## 34Cxx
teoria qualitativa
[vedi anche 37-XX]
- 34C05 locazione delle curve integrali, punti singolari, cicli limite
- 34C07 teoria dei cicli limite dei campi di polinomi e dei campi analitici vettoriali (esistenza, unicità, limitazioni, 16-esimo problema di Hilbert e ramificazioni)
- 34C08 connessioni con la geometria algebrica reale (fewnomials??pochinomi, desingolarizzazione, zeri degli integrali abekiani ecc.)
- 34C10 teoria dell'oscillazione, zeri, teoria della disconiugazione e del confronto
- 34C11 crescita, limitatezza, confronto delle soluzioni
- 34C12 sistemi monotoni
- 34C14 simmetrie, invarianti
- 34C15 oscillazioni non lineari, oscillatori accoppiati
- 34C20 trasformazione e riduzione di equazioni e sistemi, forme normali
- 34C23 biforcazione [vedi principalmente 37Gxx]
- 34C25 soluzioni periodiche
- 34C26 oscillazioni di rilassamento
- 34C27 soluzioni quasi periodiche
- 34C28 comportamento complesso, sistemi caotici [vedi principalmente 37Dxx]
- 34C29 metodi di mediazione?averaging
- 34C37 soluzioni omocliniche e soluzioni eterocliniche
- 34C40 equazioni e sistemi sulle varietà
- 34C41 equivalenze, equivalenza asintotica
- 34C45 metodi delle varietà integrali
- 34C46 sistemi multifrequenza
- 34C55 isteresi
- 34C60 applicazioni
- 34C99 argomenti diversi dai precedenti, ma in questa sezione

## 34Dxx
teoria della stabilità
[vedi anche 37C75, 93Dxx]
- 34D05 proprietà asintotiche
- 34D06 sincronizzazione
- 34D08 caratteristica ed esponenti di Lyapunov
- 34D09 dicotomia, tricotomia
- 34D10 perturbazioni
- 34D15 perturbazioni singolari
- 34D20 stabilità di Liapunov
- 34D23 stabilità globale
- 34D30 stabilità strutturale e concetti analoghi [vedi anche 37C20]
- 34D35 stabilità delle varietà di soluzioni
- 34D45 attrattori [vedi anche 37C70, 37D50]
- 34D99 argomenti diversi dai precedenti, ma in questa sezione

## 34Exx
teoria asintotica
- 34E05 sviluppi asintotici
- 34E10 perturbazioni, asintotica?
- 34E13 metodi di scala multipla
- 34E15 perturbazioni singolari, teoria generale
- 34E17 soluzioni canard
- 34E18 metodi dell'analisi non standard
- 34E20 perturbazioni singolari, teoria del punto di svolta, metodi WKB
- 34E99 argomenti diversi dai precedenti, ma in questa sezione

## 34Fxx
equazioni e sistemi con casualità [vedi anche 34K50, 60H10, 93E03]
- 34F05 equazioni e sistemi con casualità [vedi anche 34K50, 60H10, 93E03]
- 34F10 biforcazione
- 34F15 fenomeni di risonanza
- 34F99 argomenti diversi dai precedenti, ma in questa sezione

## 34Gxx
equazioni differenziali in spazi astratti
[vedi anche 37Kxx, 34Lxx, 47Dxx, 47Hxx, 47Jxx, 58D25]
- 34G10 equazioni lineari [vedi anche 47D06, 47D09]
- 34G20 equazioni non lineari [vedi anche 47Hxx, 47Jxx]
- 34G25 inclusioni di evoluzione
- 34G99 argomenti diversi dai precedenti, ma in questa sezione

## 34Hxx
problemi di controllo [vedi anche 49J25, 49K25, 93C15]
- 34H05 problemi di controllo [vedi anche 49J25, 49K25, 93C15]
- 34H10 controllo del caos
- 34H15 stabilizzazione
- 34H20 controllo delle biforcazioni

## 34Kxx
equazioni funzionale-differenziali ed equazioni differenziale-alle-differenze
[vedi anche 37-XX]
- 34K05 teoria generale
- 34K06 equazioni funzional-differenziali lineari
- 34K07 approssimazione teorica delle soluzioni
- 34K08 teoria spettrale degli operatori funzional-differenziali
- 34K09 inclusioni funzional-differenziali
- 34K10 problemi ai valori al contorno
- 34K11 teoria dell'oscillazione
- 34K12 crescita, limitatezza e confronto delle soluzioni
- 34K13 soluzioni periodiche
- 34K14 soluzioni quasi-periodiche e pseudo-periodiche
- 34K17 trasformazione e riduzione di equazioni e sistemi, forme normali
- 34K18 teoria delle biforcazioni
- 34K19 varietà invarianti
- 34K20 teoria della stabilità
- 34K21 soluzioni stazionarie
- 34K23 comportamento complesso (caotico) delle soluzioni
- 34K25 teoria asintotica
- 34K26 perturbazioni singolari
- 34K27 perturbazioni
- 34K28 approssimazione numerica delle soluzioni
- 34K29 problemi inversi
- 34K30 equazioni in spazi astratti [vedi anche 34Gxx, 35R09, 35R10, 47Jxx
- 34K31 equazioni funzional-differenziali su reticoli
- 34K32 equazioni implicite
- 34K33 calcolo di valori medi?averaging
- 34K34 sistemi ibridi
- 34K35 problemi di controllo [vedi anche 49J21, 49K21, 93C23]
- 34K36 equazioni funzional-differenziali sfumate
- 34K37 equazioni funzional-differenziali con derivate frazionali
- 34K38 disuguaglianze funzional-differenziali
- 34K35 problemi di controllo [vedi anche 49J25, 49K25, 93C15]
- 34K40 equazioni neutrali
- 34K50 equazioni stocastiche di ritardo [vedi anche 34F05, 60Hxx]
- 34K60 applicazioni
- 34K99 argomenti diversi dai precedenti, ma in questa sezione

## 34Lxx
operatori differenziali ordinari
[vedi anche 47E05]
- 34L05 teoria spettrale generale
- 34L10 sviluppi mediante autofunzioni, completezza delle autofunzioni
- 34L15 stima degli autovalori, limiti superiori ed inferiori
- 34L16 approssimazione numerica di autovalori e di altre parti dello spettro
- 34L20 distribuzione asintotica degli autovalori, teoria asintotica delle autofunzioni
- 34L25 teoria della diffusione
- 34L30 operatori differenziali ordinari non lineari
- 34L40 operatori particolari (di Dirac, di Schroedinger monodimensionale ecc.)
- 34L99 argomenti diversi dai precedenti, ma in questa sezione

## 34Mxx
equazioni differenziali nel campo complesso
[vedi anche 30Dxx, 32G34]
- 34M03 equazioni e sistemi lineari
- 34M05 soluzioni intere e meromorfe
- 34M10 oscillazione, crescita delle soluzioni
- 34M15 aspetti algebrici (differenzial-algebrici, di ipertrascendenza, gruppali)
- 34M25 soluzioni formali, tecniche delle trasformate
- 34M30 comportamento asintotico, metodi di sommazione
- 34M35 singolarità, monodromia, comportamento locale delle soluzioni, forme normali
- 34M40 fenomeni di Stokes e problemi di connessione (lineari e nonlineari)
- 34M45 equazioni differenziali su varietà complesse
- 34M50 problemi inversi (di Riemann-Hilbert, di Galois inverso differenziale ecc.)
- 34M55 equazioni? di Painlevé ed altre equazioni speciali; classificazione, gerarchie; deformazioni isomonodromiche
- 34M56 deformazioni isomonodromiche
- 34M60 problemi singolari di perturbazione nel campo complesso (WKB complesso, punti di arretramento, discesa più ripida) [vedi anche 34E20]
- 34M99 diverso da quanto sopra, ma nella stessa sezione

## 34Nxx
equazioni dinamiche su scale di tempi o catene di misure {per l'analisi reale su scale di tempi vedi 26E70}
- 34N05 equazioni dinamiche su scale di tempi o catene di misure {per l'analisi reale su scale di tempi vedi 26E70}
- 34N99 argomenti diversi dai precedenti, ma in questa sezione